# تشارلز دوغرتي (سياسي)
تشارلز دوغرتي هو سياسي أمريكي، ولد في 15 أكتوبر 1850 في أثينا في الولايات المتحدة، وتوفي في 11 أكتوبر 1915 في دايتونا بيتش في الولايات المتحدة. نشط حزبياً في الحزب الديمقراطي. وقد انتخب عضو مجلس ولاية فلوريدا ‏ وانتخب عضو مجلس نواب فلوريدا ‏ وانتخب عضو مجلس النواب الأمريكي.